# 周冬雨
周冬雨（チョウ・ドンユィ、チョウ・ドンユイ、1992年1月31日 - ）は、中国の女優。河北省石家荘市出身。

## 経歴
張芸謀（チャン・イーモウ）監督の『サンザシの樹の下で』（2010年）のオーディションで7000人の中から選ばれ、いきなり映画主演でスクリーンデビュー。可憐なヒロインを演じて人気が沸騰し、中国では「13億人の妹」と呼ばれた。第5回アジア・フィルム・アワード新人賞、2011年上海映画批評家賞最優秀新人賞も受賞している。
2015年、北京電影学院を卒業。
2016年の『ソウルメイト/七月と安生』で第23回香港電影評論学会大奨最優秀主演女優賞、第53回金馬奨最優秀主演女優賞（共演のマー・スーチュンとダブル受賞）を受賞。
2020年の『少年の君』で第39回香港電影金像奨最優秀主演女優賞、第33回金鶏奨最優秀主演女優賞、第14回アジア・フィルム・アワード最優秀主演女優賞などを受賞。

## 人物
『恋するシェフの最強レシピ』（2017年）で共演した金城武のファンであり、カレンダーを買ったこともある。同作の撮影では、ホテルを貸し切ってのロケは時間に制約があるため、36時間以内に終わらせる必要があり、金城は不眠不休の撮影に挑み、難なくやり遂げ、「カッコいいだけじゃなく、体力があることにも驚いた」という秘話を明かしている。

## 出演

### 映画
- 2010年 サンザシの樹の下で（山楂树之恋）
- 2011年 （湘江北去）
- 2011年 愛の涙（倾城之泪）2012東京／長崎・中国映画週間で上映。
- 2011年 （His Country / Ta De Guo）
- 2013年 また蝶が舞う日まで（宫锁沉香）日本ではAmazonprimeで配信。
- 2014年 （同桌的你）
- 2014年 悩める男、旅に出る（心花路放）日本ではNetflixで配信。
- 2015年 （暴走神探）
- 2015年 少年班（少年班）第28回東京国際映画祭ワールド・フォーカス部門上映作品。
- 2016年 （一切都好）
- 2016年 （过年好）
- 2016年 （奔爱）
- 2016年 （冰河追凶）
- 2016年 シチリアの恋（谎言西西里）
- 2016年 ソウルメイト/七月と安生（七月与安生）
- 2017年 （指甲刀人魔）
- 2017年 恋するシェフの最強レシピ（喜欢你）
- 2017年 （建军大业）
- 2017年 （缝纫机乐队）
- 2017年 奇門遁甲（奇门遁甲）2018年3月に開催の「電影2018」で上映。
- 2017年 （妖铃铃）
- 2018年 僕らの先にある道（后来的我们）日本ではNetflixで配信。
- 2018年 カイジ 動物世界（动物世界）Netflixでの配信に加え、2019年1月より開催の「未体験ゾーンの映画たち2019」でも上映。後にDVD化。
- 2018年 （那些女人）
- 2018年 カンフー・モンスター（武林怪兽）
- 2019年 （阳台上）
- 2019年 愛しの母国（我和我的祖国）
- 2019年 少年の君（少年的你）
- 2021年 （迷妹罗曼史）
- 2021年 （平原上的火焰）
- 2021年 （穿过寒冬拥抱你）
- 2022年 （你是我的春天）
- 2023年 （长沙夜生活）
- 2023年 ボーン・トゥ・フライ（長空之王）
- 2023年 （中国青年：我和我的青春）
- 2023年 国境ナイトクルージング（燃冬）
- 2023年 （坚如磐石）
- 2023年 （鹦鹉杀）
- 2023年 （热搜）
- 2024年 （朝云暮雨）
- 2025年 （平原上的火焰）
- 2025年 アートカレッジ 1994（艺术学院1994）アニメ映画、声優としての出演。第73回ベルリン国際映画祭コンペティション部門出品作品。第36回東京国際映画祭で上映。

### テレビドラマ
- 2016年 （麻雀）
- 2017年 （遇见爱情的利先生）
- 2017年 （魔都风云）
- 2017年 （春风十里，不如你）
- 2019年 （幕后之王）
- 2020年 （新世界）
- 2021年 千古の愛、天上の詩（千古玦尘）

### 吹き替え
- 2015年 STAND BY ME ドラえもん　しずか（成年）役（中国大陸版吹き替え）

## 受賞
- 2011 上海映画批評家賞（最優秀新人賞）『サンザシの樹の下で』
- 2011 アジア・フィルム・アワード（新人賞）『サンザシの樹の下で』
- 2016 金馬奨（最優秀主演女優賞）『ソウルメイト/七月と安生』
- 2016 香港電影評論学会大奨（最優秀主演女優賞）『ソウルメイト/七月と安生』
- 2020 香港電影金像奨（最優秀主演女優賞）『少年の君』
- 2020 金鶏奨（最優秀主演女優賞）『少年の君』
- 2020 アジア・フィルム・アワード（主演女優賞）『少年の君』

## 参考
- Internet Move Database https://www.imdb.com/name/nm4082296/